# 小行星7151
小行星7151是一颗围绕太阳公转的小行星。1971年9月26日，卡洛斯·托雷斯在Cerro El Roble发现了此天体。
这颗小行星的绝对星等为286.20937等。